# Constantin Frosin
 (mars 2016).
Si vous disposez d'ouvrages ou d'articles de référence ou si vous connaissez des sites web de qualité traitant du thème abordé ici, merci de compléter l'article en donnant les références utiles à sa vérifiabilité et en les liant à la section « Notes et références ».
Constantin Frosin, né le 12 octobre 1952 à Herăstrău dans le județ de Vrancea en Roumanie et mort le 10 octobre 2020, est un écrivain et traducteur roumain et français.

## Biographie
Constantin Frosin étudie à l’université de Bucarest, à la faculté de langues romanes, classiques et orientales, au sein de la section français-italien. Licencié en lettres, il est docteur en philologie. Durant la période 2003-2005, il est doyen fondateur de la faculté de communication sociale et relations publiques de l’université Danubius de Galați, où il enseigne désormais.

## Activité littéraire
Il a publié dans des revues plus de 300 poèmes, plus de 100 essais dans les revues étrangères, plus de 200 dans celles roumaines. Il a aussi traduit dans des revues roumaines plus de 70 écrivains francophones et plus de 80 écrivains roumains traduits dans les revues francophones[réf. nécessaire].
Par ailleurs, ses travaux sont sortis dans des volumes publiés en édition : 8 volumes de littérature française traduits en roumain ; 17 volumes de poésie propre, dont juste 8 parus en Roumanie, plus d’un primés ; plus de 20 volumes à caractère scientifiques ; env. 25 volumes traduits et publiés aux éditions françaises et francophones ; plus de 130 volumes traduits du roumain en français, aux éditions roumaines et francophones. Comme étudiant, il a collaboré à 3 ouvrages universitaires. C'est donc près de 200 ouvrages qu'il a signé comme auteur, traducteur, préfacier, anthologateur[Quoi ?], dont un tiers dans des éditions étrangères (à quoi s’ajoutent les traductions d’auteurs toujours en quête d’un éditeur, etc.). En tant qu'auteur, il a publié des poèmes, essais, traductions dans environ 600 revues francophones et dans presque toutes les revues de culture en Roumanie.

## Prix et récompenses
- Médaille du Parlement européen, 1995 ;
- Le grand prix pour la traduction de la fondation franco-roumaine FRONDE, 1994 ;
- le prix de la municipalité de Galați , 1995 ;
- le prix d’excellence des éditions Haïku, Bucarest, 1996 ;
- le prix ORION pour l’art de la traduction, 1996 ;
- le prix d’excellence des éditions Haïku, Bucarest, 1997 ;
- la médaille d’argent du rayonnement culturel, la renaissance française, patronnée par le président de la République française;
- la médaille Jubilaire Matuso Basho, 1995 ;
- le prix spécial du quotidien Viața liberă, 1998 ;
- le prix de la municipalité de Galați , 1998 ;
- le grand prix de l’académie francophone, 1999 ;
- la médaille d’or de l’académie internationale de Lutèce, 1999 ;
- le grand prix pour la littérature de l’institut italien de culture et de la revue nuove lettere, 1998 ;
- Chevalier de l'Ordre français des Arts et des Lettres, 2000 ;
- Citoyen d’honneur de la municipalité de Galați , 2001;
- Lauréat du cercle européen de poésie – Poesiâs;
- Officier de l'ordre des Palmes académiques, 2004;
- Chevalier du Mérite culturel roumain, 2004;
- le diplôme d’excellence du județ Galați , 2005;
- le prix relations internationales de l’Union des écrivains de la république de Moldavie, 2005
- Diplôme d’excellence de la bibliothèque du județ de Vrâncea, 2008
- Citoyen d’honneur des villes Galați et Adjud ;
- le titre de protecteur de la francophonie, décerné par le représentant du Président de l’O.I.F., M. Radu Carneci, président de la Fondation Izvoare/Sources ;
- Diplôme d’excellence du gouvernement de Roumanie, par l’institution du préfet de Galați, 2008
- prix d’Excellence de l’Association du Patrimoine Roumain pour l’ « l’Ouvre monumentale de traducteur en français », 2007
- Diplôme d’excellence de la bibliothèque V. A. Urechia de Galați, 2008
- médaille d’argent de l’Assoc. Société académique Arts-Sciences-Lettres (Paris), 2009
- Officier de l'Ordre des Arts et des Lettres, 2009
- médaille d'or du Mérite et Dévouement français, 2009